# Bounce (网络)
BNC（bouncer的缩写）是一种用来在电脑网络中进行中继通讯的软件，從某種意義上說類似代理服务器。BNC可以用来隐藏用户所要连接的目标。

## IRC
常见的用途为通过运行在远程服务器上的BNC来进行Internet中继聊天 (IRC)。在那样的环境下，本来很容易通过IRC通讯确定用户的IP地址，而用了BNC就可以隐藏原始的连接信息，同时BNC也提供了有趣的vhost或者是"虚拟主机" 。使用vhost并不能隐藏连接信息，只是加入了关于主机的声明。
许多BNC会在Internet客户端与IRC服务器失去连接时依然维持连接状态，而连接状态是会被追踪的，当客户端再次连接的时候就可以继续之前的连接。有些功能实现会选择存储所有客户端从网络接受到的消息，并且在客户端重新连接将消息发回，一般这对商业性主机服务提供来说是有点过多了。而其它的一些细节日志和类似机器人的功能也属于不标准的功能实现。 
举例:
直接连接，IRC日志表示为USER!user@255.255.255.0
通过BNC非直接连接，IRC日志表示为USER!user@example.net
注意: example.net是一个虚构的实例，就当前角度来说，它是可以被解析成IP地址或者是BNC的主机名。

## FTP
BNC也经常被应用于使用FTP，同样的既可以使得用户和服务器相互隐藏自己的信息，而且从特定位置进行路由通讯时信息也可以得到隐藏。FTP保护者可以被分成两种不同的种类，入口和通讯。入口保护者对服务器来说就像一个网关 ，但是它并不隐藏实际服务器的存在。入口保护者，像cubnc就可以被用于对多服务器的建立，可以使得每个服务器可以很方便地互访，而且达到负载均衡，这样在访问服务器群的时候就不存在选择哪个FTP服务器进行登入的问题了。
通讯保护者从它所安装的主机进行中继通讯，它就像正在被使用的FTP服务器，完全隐藏了真正服务器的位置。为了平衡不同连接的流量，通讯保护者可以被平行安装多个。非常多复杂的保护者甚至可以有效维护SSL/TLS连接。